# Yevgeni Khotimskiy
Yevgeni Sergeyevich Khotimskiy (tiếng Nga: Евгений Серге́евич Хотимский; sinh ngày 11 tháng 4 năm 1993) là một tiền đạo bóng đá Nga thi đấu cho câu lạc bộ được biết đến gần đây nhất là Regar-TadAZ.
Anh ra mắt ở Giải bóng đá hạng nhì quốc gia Nga cho FC SKA Rostov-on-Don ngày 17 tháng 4 năm 2011 trong trận đấu trước FC MITOS Novocherkassk.
Vào tháng 3 năm 2017, Khotimskiy được đăng ký bởi đội bóng tại Giải bóng đá vô địch quốc gia Tajikistan Regar-TadAZ for their upcoming season.